# Victor Veliscu
Victor Veliscu a fost unul dintre cei mai controversați generali SRI.
A fost angajat al lui Sorin Ovidiu Vântu și acționar la FNI.
Veliscu a fost ofițer de securitate și a lucrat, după 1989, în SRI, de unde a plecat în 1991.
Între 1991 și 2001, acesta a lucrat o scurtă perioadă de timp la o firmă a lui Sorin Ovidiu Vântu și a activat, circa un an de zile, și la DGIPI, unitatea de informații a Ministerului de Interne, desființată de Gavril Dejeu.
El a fost reactivat în SRI în martie 2001, cu gradul de colonel, la scurt timp după ce director al acestui serviciu secret a fost numit fostul senator PSD Radu Timofte.
Veliscu a fost angajat atunci pe post de consilier al directorului SRI pe probleme de logistică.
Pentru implicarea sa în dosarul FNI, Veliscu a fost audiat, în 2001, de comisia parlamentară pentru controlul SRI.